# Passima Hartelt
Passima Hartelt SSpS (* 15. Juli 1903 in Neisse, Oberschlesien; † 16. März 1945 in Santo Tomas (Batangas), Philippinen) war eine deutsche Steyler Missionsschwester und Märtyrin.

## Leben
Elisabeth Maria Anna Hartelt, ältestes von 4 Kindern eines Lehrers, besuchte das Lyzeum in Neisse und eine Schule der Borromäerinnen in Frankenstein. Sie trat am 6. Dezember 1921 im Alter von 18 Jahren in Steyl in das Missionshaus der Steyler Missionsschwestern ein. Sie begann am 8. Juni 1926 das Noviziat unter dem Ordensnamen Passima. Am 8. Juni 1928 legte sie ihre Zeitlichen Gelübde ab und reiste am 19. Juni in die Philippinen-Mission nach Manila, wo sie am 8. Mai 1934 ihre Ewigen Gelübde ablegte. Sie wirkte als Lehrerin und ab September 1937 südlich Manila in Santo Tomas als Oberin. Im Zuge der Rückeroberung der von den Japanern besetzten Philippinen wurde sie dort am 15. März 1945 zusammen mit 14 Mitschwestern Opfer eines amerikanischen Bombenangriffs. Sie überlebte nur einen Tag.

## Gedenken
Die Römisch-katholische Kirche in Deutschland hat Schwester Passima Hartelt als Märtyrin in das deutsche Martyrologium des 20. Jahrhunderts aufgenommen.